# BlackArch Linux
BlackArch Linux（ブラックアーチ リナックス）は 
Arch Linux の派生ディストリビューションであり、侵入テストおよびセキュリティ研究者向けに特別に開発されたオープンソースのディストリビューションである。リポジトリには、個別またはグループでインストールできる2400以上のツールが含まれている。BlackArch Linuxは、既存のArch Linuxインストールと互換性がある。
しかし、その反面、ほかのペネトレーション用OSより利用者が少なく、インストールが困難なためLive CD などからの起動に向いている。

## 概要
Black Archは、完全にインストールされた場合のParrot OSとKali Linuxの両方に類似している。ただし、他のディストリビューションとBlackArchの重要な違いは、BlackArchはデスクトップ環境を提供しないが、事前設定された多くのWindow Managerを提供することである。KaliやParrotと同様に、BlackArchはISOイメージに書き込み、ライブシステムとして実行することができる。

## パッケージ
BlackArchには現在、2428個のパッケージとツール、およびそれらの依存関係が含まれている。 BlackArchは、これらのツールの実行に必要なパッケージと依存関係を追加する少数のサイバーセキュリティの専門家と研究者によって開発されている。

## 参照
1. ↑  Barrow (2017年9月25日). “Exploring Kali Linux Alternatives: How to Get Started with BlackArch, a More Up-to-Date Pentesting Distro”. WonderHowTo 2019年1月2日閲覧。
2. ↑  “BlackArch Linux - Penetration Testing Distribution”. BlackArch Linux. 2018年11月8日閲覧。
3. ↑  “Tools in BlackArch”. BlackArch. 2018年11月8日閲覧。
4. ↑  Linux, BlackArch (2019年5月24日). “New BlackArch Linux ISOs and OVA (2019.06.01) released with 2200 tools included! New version of installer (v1.1.1), kernel 5.1.4, and more! Get it whille it's hot: https://blackarch.org/downloads.html  - https://blackarch.org/blog.html      RT pls! #blackarch #linux #pentest #pentesting” (英語). @blackarchlinux. 2019年5月26日閲覧。